# Le Mas-d'Artige
Le Mas-d'Artige är en kommun i departementet Creuse i regionen Nouvelle-Aquitaine i de centrala delarna av Frankrike. Kommunen ligger i kantonen La Courtine som tillhör arrondissementet Aubusson. År 2022 hade Le Mas-d'Artige 94 invånare.

## Befolkningsutveckling
Antalet invånare i kommunen Le Mas-d'Artige
Referens:INSEE